# 關白
關白為日本律令制下的令外官，是天皇成年後的輔政大臣。關白自9世紀末誕生以來便是日本朝廷實際上的公家最高官職，取代太政官首長太政大臣成為首席宰相職務，三公之首的太政大臣則演變為名譽職。唐名稱其為執柄、博陸、攝籙、惣己百官，敬稱則是稱為殿下。
關白本為「陳述、稟告」之意，關白一詞由中國傳入日本，典故出自《漢書·霍光金日磾傳》「諸事皆先『關白』光，然後奏天子」，也就是說任何大事皆先陳述或稟報給霍光知道，然後上奏於皇帝。因霍光受封博陆侯，故又名博陸。中國亦有許多官位，原本只是個動作，即動詞變成名詞的事例，如總督、巡撫、提督、巡按。
關白作為實際職務的名稱始於日本的獨創，為攝政一职在天皇成年後的称呼。在古代日本，攝政並不常見，後至平安時代，藤原氏始開關白一例，開創攝關政治。而攝政與關白，合稱攝關。當時藤原氏掌控朝廷並且架空天皇，所以攝關一變為常設職位，幾乎每一代天皇皆有攝關執政。藤原氏的嫡派後裔繼承攝關之職，即稱為攝關家。
後來太上天皇的院政與武士興起，攝關家的權力衰落。藤原氏再分為五支：近衛、一條、二條、九條和鹰司。自此五家輪替此職，稱五摄家。到室町時代後，幕府及征夷大將軍掌權，攝關與朝廷一樣變成有名無實。關白退位後稱太閤，若太閤出家为僧，则称为“禪閤”，自豐臣秀吉後，有鷹司政通適合此稱。關白除豐臣秀吉（1585年－1591年）（因他買通近衛前久收他為猶子）及豐臣秀次（1591年－1595年）兩任外，概由藤原氏或五攝家所任。日本最後一任關白是左大臣二條齊敬，任職於孝明天皇文久三年（1863年）至慶應二年（1866年）。